# Concetta Licata 2
Concetta Licata 2 (conosciuto anche come Concetta Licata II - Fuga a Milano) è un film pornografico del 1995, diretto da Mario Salieri ed interpretato da Selen. Grazie al successo riscosso dal primo capitolo, la pellicola è il sequel dell'originale, e venne a sua volta seguita da Concetta Licata 3 (con un cast in gran parte diverso).

## Trama
Concetta, stanca e terrorizzata decide di collaborare con la giustizia. La mafia decide di punirla e dopo averla fatta avvicinare, ubriacare e sedurre da un amico di Santino, un sicario le spara a bruciapelo. Gravemente ferita, la ragazza viene ricoverata in rianimazione ma viene raggiunta anche lì dalla mafia e uccisa. Si svolgono i suoi funerali davanti a una folla commossa, ma le indagini vanno a rilento sul delitto, e molti altri ancora dovranno subire le prepotenze della malavita nel piccolo paese della Sicilia più profonda.